# Loxokalypus pedicellinoides
Loxokalypus pedicellinoides är en bägardjursart som beskrevs av D'hondt och Gordon 1999. Loxokalypus pedicellinoides ingår i släktet Loxokalypus och familjen Loxokalypodidae. Inga underarter finns listade i Catalogue of Life.